# Алибюкс, Эррол
Лиакат Али Эррол Алибюкс (нидерл. Liakat Ali Errol Alibux; род. 30 ноября 1948, Парамарибо, Суринам) — суринамский политик, премьер-министр (1983—1984).

## Биография
Родился 30 ноября 1948 года в Парамарибо.
В 1967—1973 годах он изучал социологию в Университете имени Эразма Роттердамского.
Он был премьер-министром Суринама в период военного правления Дези Баутерсе, с 26 февраля 1983 года по 8 января 1984 года.
В качестве подозреваемого в декабрьских убийствах его назначение избранным лидером Баутерсе послом в Турции подверглось критике со стороны Нидерландов.